# 澤波維尼奧

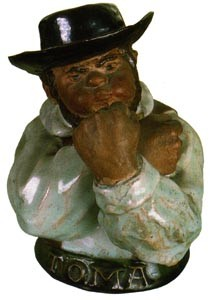
澤波維尼奧在卡爾達斯達賴尼亞瓷器

澤波維尼奧（葡萄牙語：Zé Povinho），拉斐爾·博爾達洛·皮涅羅於1875年創作了一個代表葡萄牙普通人的卡通角色。他起初象徵葡萄牙工人階級，並逐漸演變成葡萄牙的國家化身。

## 畫廊

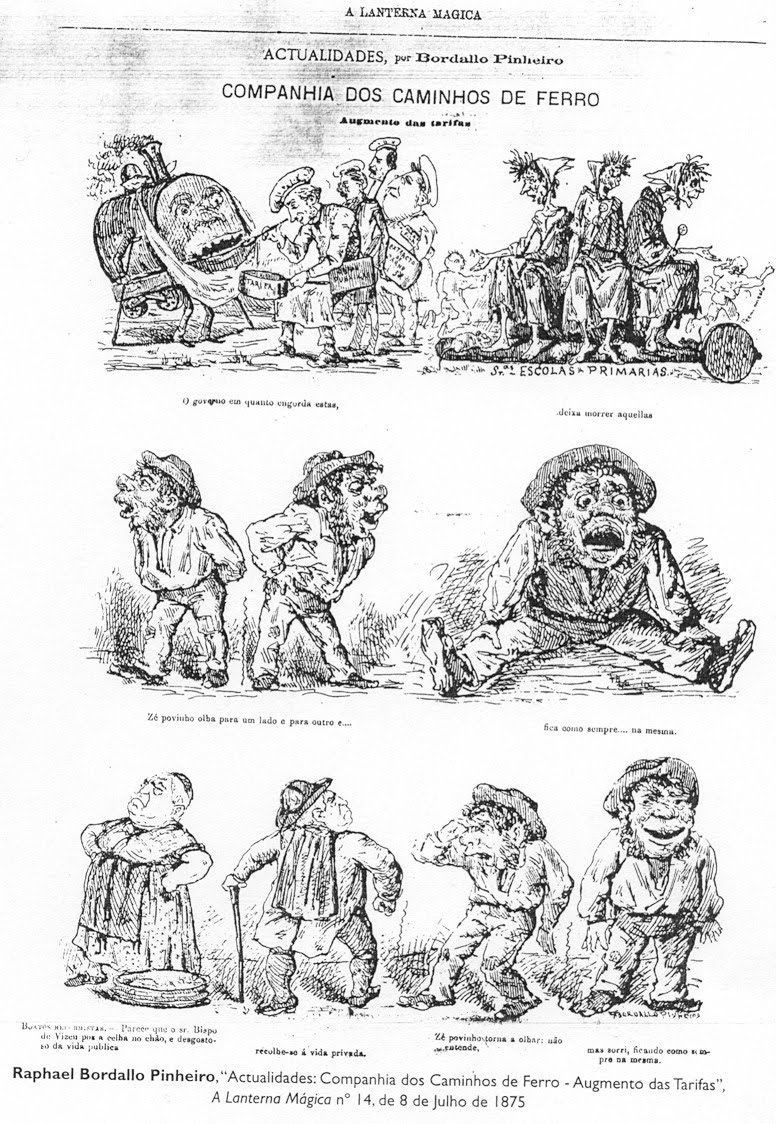
澤波維尼奧首次出現在《A Lanterna Mágica》雜誌上是在1875年6月12日。
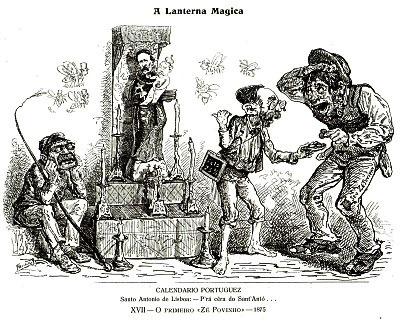
在《A Lanterna Mágica》杂志中的澤波維尼奧，1875年。
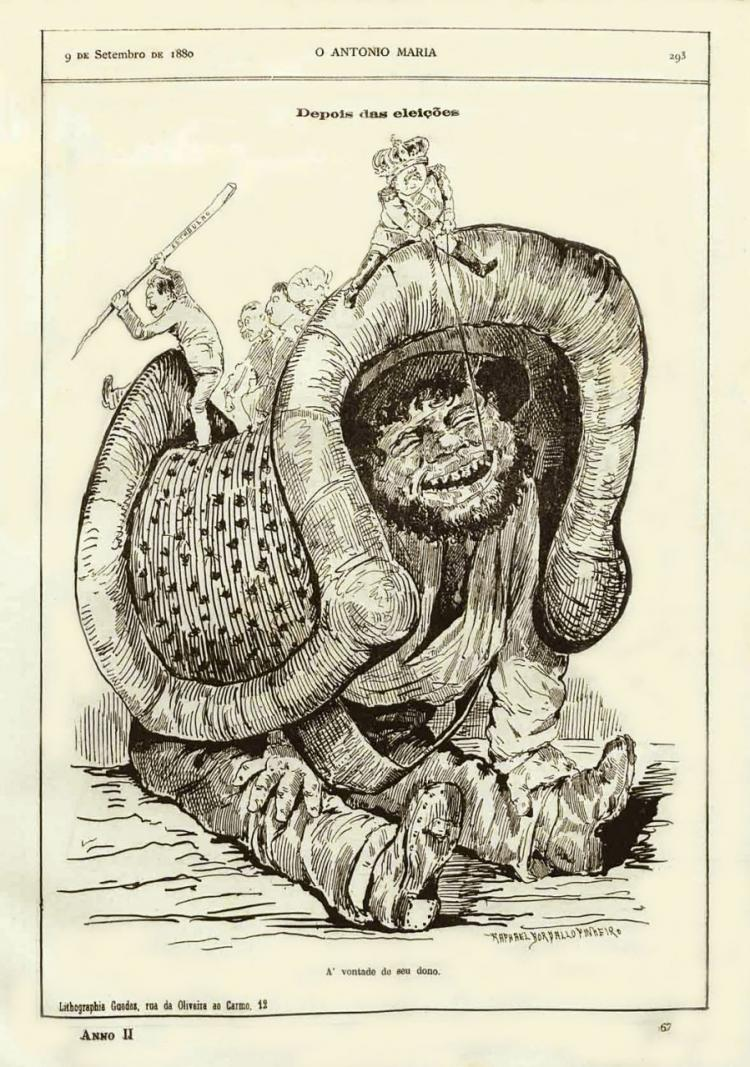
澤波維尼奧在《O António Maria》雜誌上，1880年
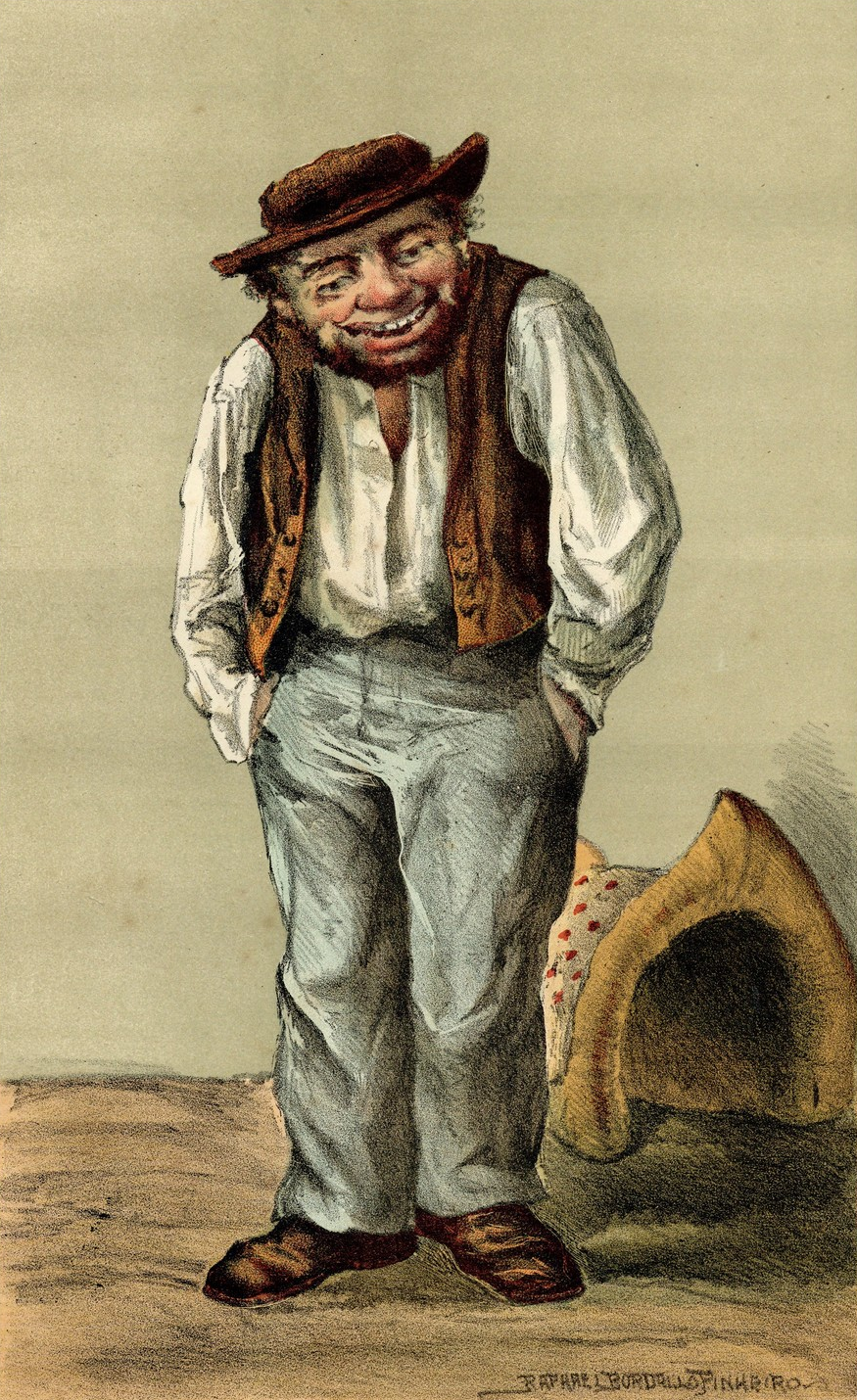
澤波維尼奧的彩色繪畫，1882年
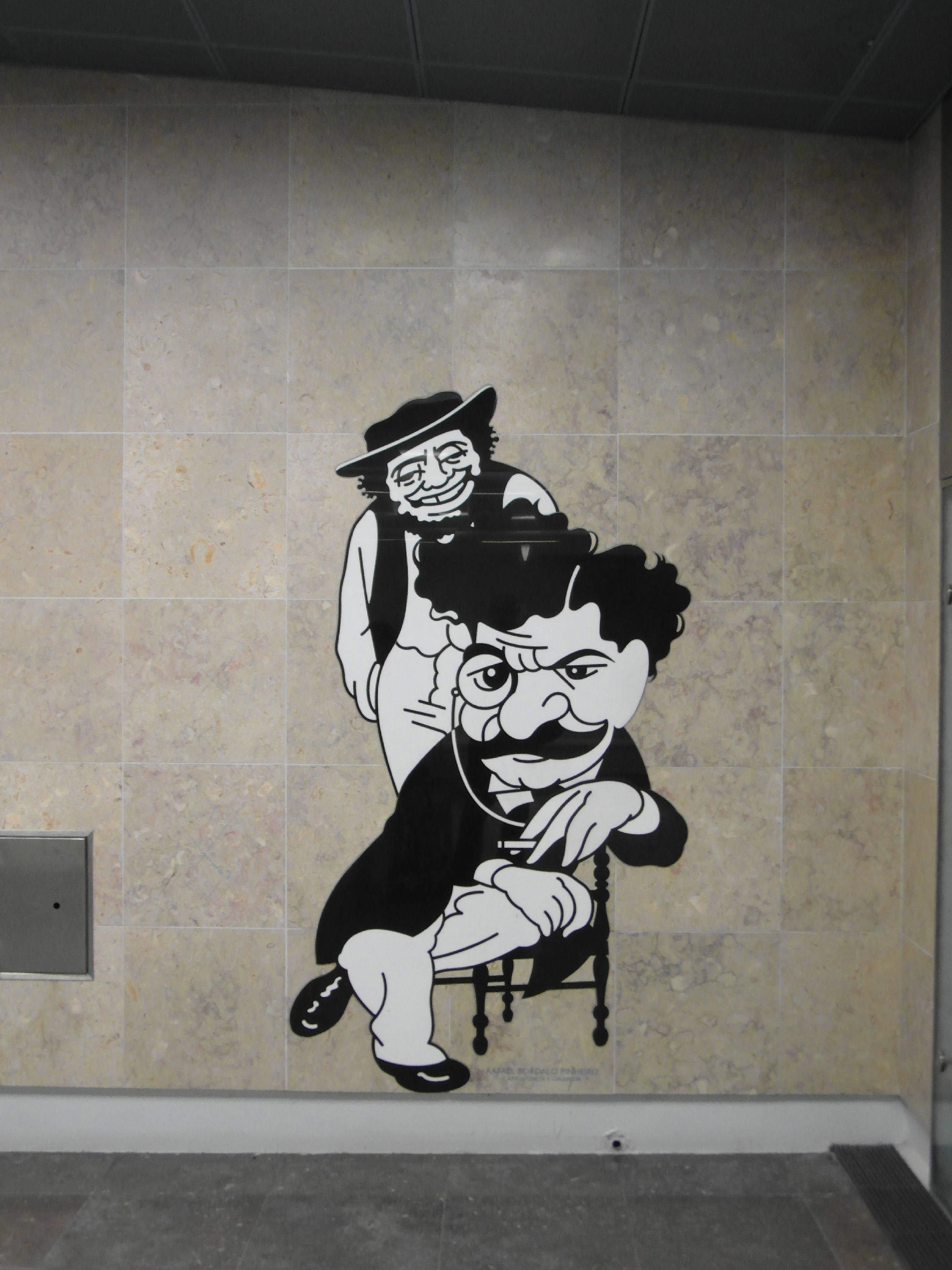
澤波維尼奧和他的創作者在里斯本地鐵機場站的漫畫，2012年

## 外部連結
维基共享资源上的相關多媒體資源：澤波維尼奧